# 丁式江
丁式江（1964年3月—），浙江省天台县人，中华人民共和国政治人物。

## 生平
1964年3月，丁式江出生在浙江省天台县。
1981年，丁式江考入华东地质学院（今东华理工大学）地质系铀矿地质专业，1985年进入中国地质大学地质系控矿构造专业读研究生。1988年毕业后分配至海南地质大队工作，1992年10月成为海南地质综合勘察院副院长兼总工程师，1993年3月加入中国共产党，1999年8月升任海南地质综合勘察院院长兼总工程师。2001年12月，丁式江出任南省地质矿产勘查开发局党委委员、局副总工程师兼海南省地质调查院院长、总工程师，次年11月升任副局长兼局总工程师。
2005年6月，丁式江转任海南省国土环境资源厅副厅长、党组成员，2008年6月兼任纪检组组长。
2008年12月，丁式江调任中共万宁市委副书记、市政府副市长、代市长，次年3月正式出任市长，2012年6月升任中共万宁市委书记。
2014年11月，丁式江出任海南省住房和城乡建设厅厅长、党组书记。
2017年5月，丁式江出任海南省规划委员会（海南省自然资源和规划厅）主任、党组书记、省总体规划总督察。
2023年5月，丁式江受聘为海南省人民政府参事，2024年4月卸任。 

### 落马
2024年1月6日，丁式江涉嫌严重违纪违法接受海南省纪委监委纪律审查和监察调查。
2024年6月28日，丁式江遭到开除党籍开除公职（双开）处分。